# Chiesa di San Pancrazio (Gorlago)
La chiesa prepositurale di San Pancrazio è la parrocchiale di Gorlago, in provincia e diocesi di Bergamo; fa parte del vicariato di Trescore Balneario. 
L'aula ospita come pala d'altare il dipinto cinquecentesco di Giovan Battista Moroni raffigurante Adorazione dei Magi.

## Storia
La prima citazione di una chiesa a Gorlago, dedicata a San Felice, è da ricercare in atto di compravendita dell'886; questa chiesa era filiale della pieve di Telgate.
La parrocchia di Gorlago fu eretta intorno al 1180 dal vescovo di Bergamo Guala originario di Telgate.
Nel 1316 venne costruita nel centro del borgo una nuova chiesa dedicata a San Pancrazio e la parrocchialità fu qui trasferita.
Questa chiesa fu riedificata verso la fine del XV secolo e consacrata il 22 settembre del 1504.
Nel 1568, in seguito alla nuova suddivisione territoriale della diocesi stabilita nel 1565, la pieve foraniale di Telgate fu trasformata in vicaria e la chiesa gorlaghese confluì nella nuova circoscrizione.
Dalla relazione della visita pastorale del 1575 dell'arcivescovo di Milano san Carlo Borromeo si apprende che la chiesa parrocchiale, in cui avevano sede le scuole della Dottrina Cristiana, del Santissimo Sacramento e del Nome di Dio e il consorzio della Misericordia, era donata di quattro altari; in quell'anno risultava che il numero di fedeli fosse 800, aumentato a 980 nel 1666.
Nel 1708 iniziarono i lavori di costruzione dell'attuale parrocchiale, condotti dal capomastro Battista Luchini su progetto di Giovan Battista Caniana; la chiesa divenne prepositurale l'8 maggio 1715 con decreto del vescovo Agostino Priuli e fu consacrata il 10 maggio 1761 dal vescovo di Pult Serafino Torriani su richiesta del vescovo Antonio Redetti.

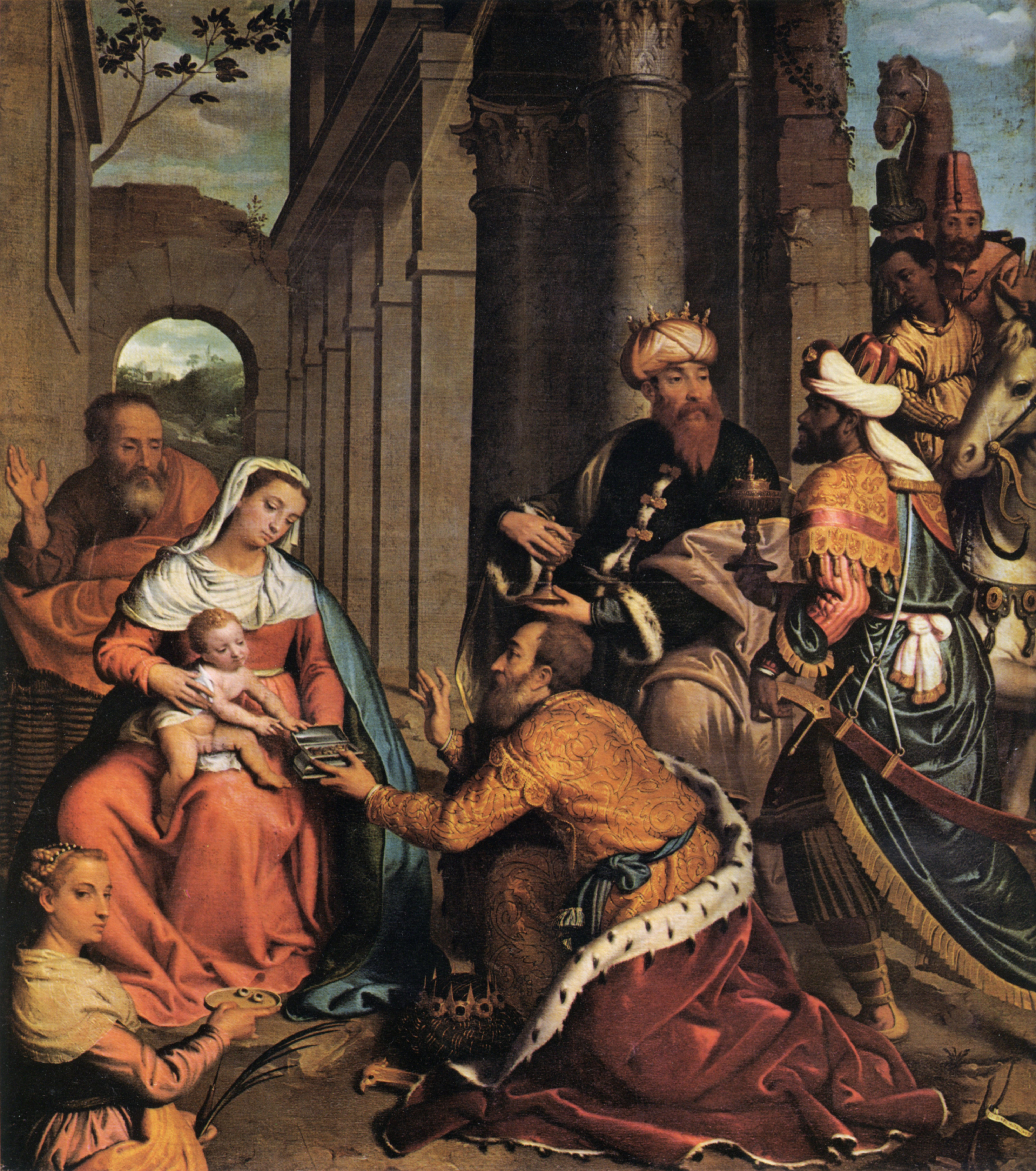
Giovan Battista Moroni-Adorazione dei Re Magi

L'8 luglio 1763 fu posta la prima pietra del campanile, portato a termine nel 1766. Da un documento del 1861 si apprende che la parrocchiale di Gorlago aveva come filiale la chiesetta della Beata Vergine Addolorata.
Tra il 1916 ed il 1919 la facciata fu ricostruita su disegno di Luigi Angelini.
Nel 1923 il vescovo Luigi Maria Marelli stabilì che la chiesa di San Pancrazio di Gorlago divenisse a capo di una nuova vicaria della quale entrarono a far parte le parrocchie di Carobbio, Cenate Sopra, Cenate Sotto, San Paolo d'Argon, Santo Stefano, Trescore e Zandobbio; queste disposizioni furono effettive a decorrere dal 1º gennaio 1924; alle summenzionate parrocchie si aggiunse dopo qualche anno pure quella di Costa di Mezzate.
Il 18 gennaio 1932 la vicaria di Gorlago fu sostituita da quella di Trescore Balneario, che ne ricalcava i confini.
Nel 1963 venne rifatto il pavimento della chiesa.
Il 28 giugno 1971 la parrocchia di Gorlago passò alla neo-costituita zona pastorale XVI, per poi essere riaggregata il 27 maggio 1979 al vicariato di Trescore.
L'edificio venne ritinteggiato nel 1980 e ristrutturato nel 2009.